# 陵城街道
陵城街道，是中华人民共和国广西壮族自治区玉林市北流市下辖的一个乡镇级行政单位。

## 行政区划
陵城街道下辖以下地区：
陵宁社区、新芝社区、桂塘社区和龙桥社区。